# Archilejeunea juliformis
Archilejeunea juliformis là một loài Rêu trong họ Lejeuneaceae. Loài này được (Nees) Gradst. mô tả khoa học đầu tiên năm 1975.